# 纳尔西姆哈普尔
纳尔西姆哈普尔（Narsimhapur），是印度中央邦Narsimhapur县的一个城镇。总人口46120（2001年）。

## 人口
该地2001年总人口46120人，其中男性24159人，女性21961人；0—6岁人口5740人，其中男3068人，女2672人；识字率77.26%，其中男性为81.72%，女性为72.36%。